# يينيسيسك
يينيسيسك (بالروسية: Енисейск) هي إحدى مدن روسيا في الكيان الفدرالي الروسي كراسنويارسك كراي.

## المناخ
يظهر الجدول التالي التغييرات المناخية على مدار السنة ليينيسيسك:
| البيانات المناخية لـيينيسيسك       | البيانات المناخية لـيينيسيسك | البيانات المناخية لـيينيسيسك | البيانات المناخية لـيينيسيسك | البيانات المناخية لـيينيسيسك | البيانات المناخية لـيينيسيسك | البيانات المناخية لـيينيسيسك | البيانات المناخية لـيينيسيسك | البيانات المناخية لـيينيسيسك | البيانات المناخية لـيينيسيسك | البيانات المناخية لـيينيسيسك | البيانات المناخية لـيينيسيسك | البيانات المناخية لـيينيسيسك | البيانات المناخية لـيينيسيسك |
| الشهر                              | يناير                        | فبراير                       | مارس                         | أبريل                        | مايو                         | يونيو                        | يوليو                        | أغسطس                        | سبتمبر                       | أكتوبر                       | نوفمبر                       | ديسمبر                       | المعدل السنوي                |
| ---------------------------------- | ---------------------------- | ---------------------------- | ---------------------------- | ---------------------------- | ---------------------------- | ---------------------------- | ---------------------------- | ---------------------------- | ---------------------------- | ---------------------------- | ---------------------------- | ---------------------------- | ---------------------------- |
| الدرجة القصوى °م (°ف)              | 3.1 (37.6)                   | 7.8 (46.0)                   | 16.5 (61.7)                  | 23.0 (73.4)                  | 33.2 (91.8)                  | 35.4 (95.7)                  | 35.6 (96.1)                  | 33.6 (92.5)                  | 28.6 (83.5)                  | 23.7 (74.7)                  | 8.9 (48.0)                   | 6.1 (43.0)                   | 35.6 (96.1)                  |
| متوسط درجة الحرارة الكبرى °م (°ف)  | −16.3 (2.7)                  | −12.9 (8.8)                  | −3.3 (26.1)                  | 5.5 (41.9)                   | 13.9 (57.0)                  | 21.6 (70.9)                  | 24.7 (76.5)                  | 20.8 (69.4)                  | 13.4 (56.1)                  | 3.7 (38.7)                   | −7.8 (18.0)                  | −15.0 (5.0)                  | 4.0 (39.3)                   |
| المتوسط اليومي °م (°ف)             | −21.8 (−7.2)                 | −18.8 (−1.8)                 | −10.3 (13.5)                 | −0.7 (30.7)                  | 7.8 (46.0)                   | 15.5 (59.9)                  | 18.9 (66.0)                  | 15.1 (59.2)                  | 8.3 (46.9)                   | −0.4 (31.3)                  | −11.9 (10.6)                 | −19.9 (−3.8)                 | −1.5 (29.3)                  |
| متوسط درجة الحرارة الصغرى °م (°ف)  | −26.9 (−16.4)                | −24.8 (−12.6)                | −17.2 (1.0)                  | −6.6 (20.1)                  | 1.8 (35.2)                   | 8.7 (47.7)                   | 12.1 (53.8)                  | 9.4 (48.9)                   | 3.6 (38.5)                   | −3.8 (25.2)                  | −16.1 (3.0)                  | −24.7 (−12.5)                | −7.0 (19.3)                  |
| أدنى درجة حرارة °م (°ف)            | −58.8 (−73.8)                | −53.3 (−63.9)                | −47.1 (−52.8)                | −35.6 (−32.1)                | −17.1 (1.2)                  | −3.9 (25.0)                  | 1.2 (34.2)                   | −3.1 (26.4)                  | −8.9 (16.0)                  | −33.6 (−28.5)                | −49.0 (−56.2)                | −54.5 (−66.1)                | −58.8 (−73.8)                |
| الهطول مم (إنش)                    | 27.4 (1.08)                  | 18.2 (0.72)                  | 17.3 (0.68)                  | 23.6 (0.93)                  | 41.1 (1.62)                  | 54.6 (2.15)                  | 55.1 (2.17)                  | 61.7 (2.43)                  | 50.3 (1.98)                  | 45.2 (1.78)                  | 41.6 (1.64)                  | 34.5 (1.36)                  | 470.6 (18.54)                |
| متوسط أيام هطول الأمطار (≥ 0.1 mm) | 22.4                         | 19.9                         | 17.7                         | 15.0                         | 15.8                         | 11.9                         | 10.4                         | 13.1                         | 16.6                         | 21.2                         | 24.2                         | 25.0                         | 213.2                        |
| متوسط الرطوبة النسبية (%)          | 78.9                         | 77.8                         | 69.8                         | 61.6                         | 59.8                         | 67.5                         | 72.7                         | 76.7                         | 77.9                         | 79.0                         | 80.5                         | 78.8                         | 73.4                         |
| ساعات سطوع الشمس الشهرية           | 43.4                         | 92.4                         | 159.6                        | 217.5                        | 248.0                        | 295.5                        | 314.7                        | 240.3                        | 132.0                        | 76.0                         | 48.8                         | 31.0                         | 1٬899٫2                      |
| المصدر: climatebase.ru             |                              |                              |                              |                              |                              |                              |                              |                              |                              |                              |                              |                              |                              |